# Oiratisch schrift

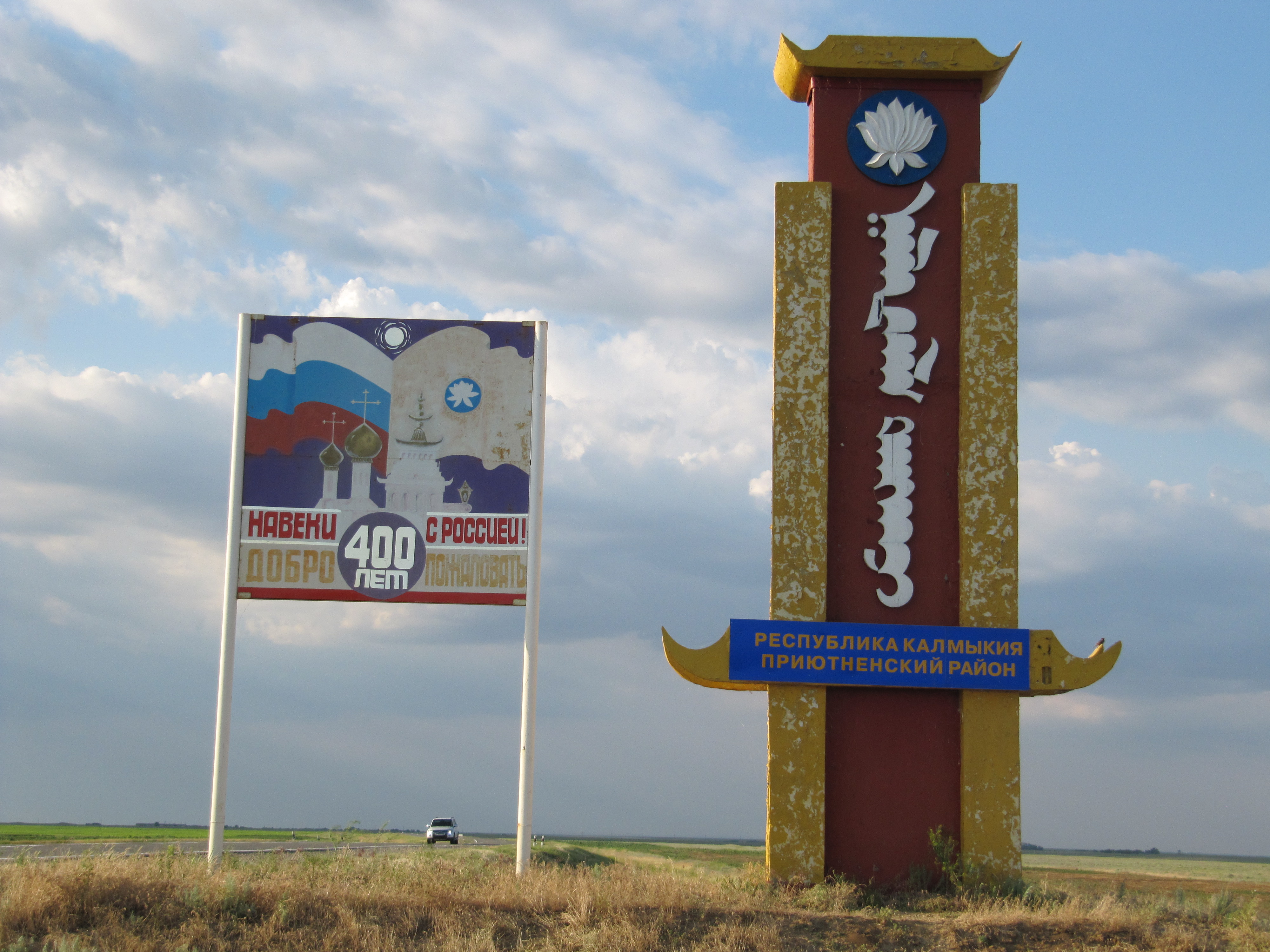

Het Oiratisch schrift of helder schrift (Mongools: Тодо бичиг; Todo bitsjig) werd in 1648 door de Oiratse boeddhistische monnik Zaya Pandita ontwikkeld voor schrijven in de Mongoolse taal.
Voor het Oiratische schrift werd het traditionele Mongools schrift als basis genomen. Het is een fonetisch alfabet met als doel de spelling dichter tot de werkelijke uitspraak te brengen en de transcriptie van het Tibetaans naar het Sanskriet te vereenvoudigen.
Het schrift werd door de Kalmukken in Rusland gebruikt totdat het in 1924 werd vervangen door het cyrillisch alfabet. In het autonome gebied Sinkiang in het noordwesten van China bleven de Oirat-Mongolen het schrift gebruiken hoewel in het onderwijs van het Mongools het Chahar-Mongools wordt gegeven.

## Voorbeeldtekst
| Het Onzevader | Evangelie volgens Johannes 3:16 |